# Adenike Osofisan
Adenike Osofisan (sinh ngày 11 tháng 3 năm 1950) là giáo sư khoa học máy tính người Nigeria, chuyên về khai thác dữ liệu và quản lý tri thức. Bà là người phụ nữ Nigeria đầu tiên có bằng tiến sĩ về khoa học máy tính, một kỳ tích mà bà đã hoàn thành vào năm 1989. Năm 2006, bà trở thành giáo sư chính thức tại Đại học Ibadan, một sự thăng chức giúp bà trở thành người phụ nữ châu Phi đầu tiên trở thành giáo sư khoa học máy tính.

## Cuộc sống ban đầu và giáo dục
Osofisan đã học trung học tại Trường Ngữ pháp của Fiwasaiye, Trường trung học Akure và Toàn diện, Ayetoro (1968). Trong khoảng thời gian từ 1971-76, bà đã có bằng cấp đầu tiên của Đại học Ile-Ife, nhận được học bổng của chính phủ liên bang trong hầu hết các năm đại học. Sau đó, bà tiếp tục đến Học viện Công nghệ Georgia vào năm 1978, lấy bằng thạc sĩ Khoa học Máy tính và Thông tin vào năm 1979. Luận án tiến sĩ của bà về Mô hình xử lý dữ liệu cho Mạng truyền thông máy tính đa truy cập đã được hoàn thành vào năm 1989. Năm 1993, bà đã hoàn thành bằng Thạc sĩ Quản trị Kinh doanh về Tài khoản và Tài chính của Đại học Ibadan, với luận án về Mô hình Quản lý Danh mục Tài sản cho Ngân hàng Thương mại Nigeria: Nghiên cứu Điển hình, tốt nghiệp là sinh viên MBA tốt nhất trong năm.

## Sự nghiệp

### Sự nghiệp giảng dạy
Osofisan bắt đầu sự nghiệp giảng dạy tại Đại học Bách khoa, Ibadan năm 1979. Trong vài năm tiếp theo, bà vươn lên trở thành trưởng khoa Khoa học tại cùng một tổ chức. Đến năm 1999, bà gia nhập Đại học Ibadan chính thức, với tư cách là người đứng đầu bộ môn khoa học máy tính. Đến năm 2003, bà được làm phó giáo sư và được trao một giáo sư đầy đủ vào năm 2006. Bà cũng đã từng đến thăm các giáo sư tại Đại học bang Lagos.

## Kỷ niệm của các cơ quan chuyên nghiệp
* Thành viên Hội đồng quản trị của Hiệp hội đăng ký Internet Nigeria (NIRA)
* Cựu thành viên của Trung tâm toán học Nigeria và Hội đồng quản lý Học viện Nigeria (NIM) và hiện tại
* Thành viên của Hội đồng học thuật của họ.
* Thành viên của Hội đồng Học thuật Châu Phi của SAP (Hệ thống, Ứng dụng và Sản phẩm trong Xử lý Dữ liệu).
Hiện tại, Adenike là Giám đốc của Trường Đại học Kinh doanh Ibadan (UISB) là Giám đốc nền tảng. Bà đã được bầu làm Nữ sinh viên đầu tiên của Hiệp hội máy tính Nigeria Provost vào tháng 7 năm 2017.

### Sự công nhận
Là một phụ nữ tiên phong hàn lâm trong lĩnh vực của mình, Osofisan là người nhận được nhiều học bổng bao gồm "Học viện quản lý Nigeria" (1997), "Hiệp hội máy tính Nigeria" (1998) và "Hiệp hội máy tính Nigeria" (thành viên cuộc sống, 2014). Bà cũng là chủ tịch tiên phong của "Phụ nữ công nghệ thông tin Nigeria" (2003). Từ năm 2005 đến 2009, bà trở thành nữ chủ tịch và chủ tịch đầu tiên của hội đồng quản trị của "Hội đồng đăng ký chuyên gia máy tính của Nigeria".

### Ấn phẩm và bình luận
Một nghiên cứu năm 2009, tập trung vào phân chia kỹ thuật số hiện tại liên quan đến công nghệ thông tin ở Nigeria được xếp hạng hàng đầu trên học giả Google, nghiên cứu của bà đã xem xét lại những thách thức đối với việc áp dụng công nghệ kỹ thuật số ở Nigeria, liên quan đến những gì đang được thực hiện ở các nước phát triển. Bà cũng khuyến nghị các bước và chính sách sẽ đẩy nhanh việc thực hiện và thực hiện các tiêu chuẩn kỹ thuật số trong hệ sinh thái Nigeria. Nghiên cứu được công bố trên "Tạp chí quốc tế về kinh doanh toàn cầu".
Sau suy thoái kinh tế do phụ thuộc quá nhiều vào xuất khẩu xăng dầu và giá đồng đô la suy giảm, Osofisan kêu gọi chính phủ Nigeria sử dụng lĩnh vực CNTT-TT vì nó đóng góp rất nhiều cho nền kinh tế Nigeria nếu đầu tư đúng mức vào đó, bà lưu ý rằng những thách thức đang phải đối mặt, 12 triệu việc làm đã được ngành tạo ra từ năm 2012 đến 2016. Nhận xét này đã được đưa ra tại Diễn đàn thường niên lần thứ 9 của Huân chương Công trạng Nigeria ở Abuja.